# Wieża widokowa na Jaworzu
Wieża widokowa na Jaworzu – turystyczna wieża widokowa otwarta w 2005 na wierzchołku Jaworza (882 m), szczycie w Beskidzie Niskim, w Górach Grybowskich.

## Opis
W 2005 na szczycie Jaworza otwarto metalową wieżę widokową. Wieża została wzniesiona w miejscu istniejącej drewnianej wieży triangulacyjnej, która rażona piorunem spaliła się. Prace przy jej budowie trwały 3 lata. Jej stalowe elementy składano na łąkach w Ptaszkowej, a następnie transportowano i montowano przy użyciu śmigłowca na szczycie.
Jest to zwężająca się ku górze konstrukcja stalowo-kratowa, składająca się z kilku kondygnacji, do których prowadzą szerokie schody. Platforma widokowa znajduje się na wysokości 15,8 m. Całkowita wysokość wieży zwieńczonej 9 m krzyżem wynosi 29,3 m. Z wieży roztacza się rozległy widok obejmujący: Beskid Niski, Beskid Sądecki, Beskid Wyspowy, Gorce i Tatry, Pogórze Karpackie.

## Galeria

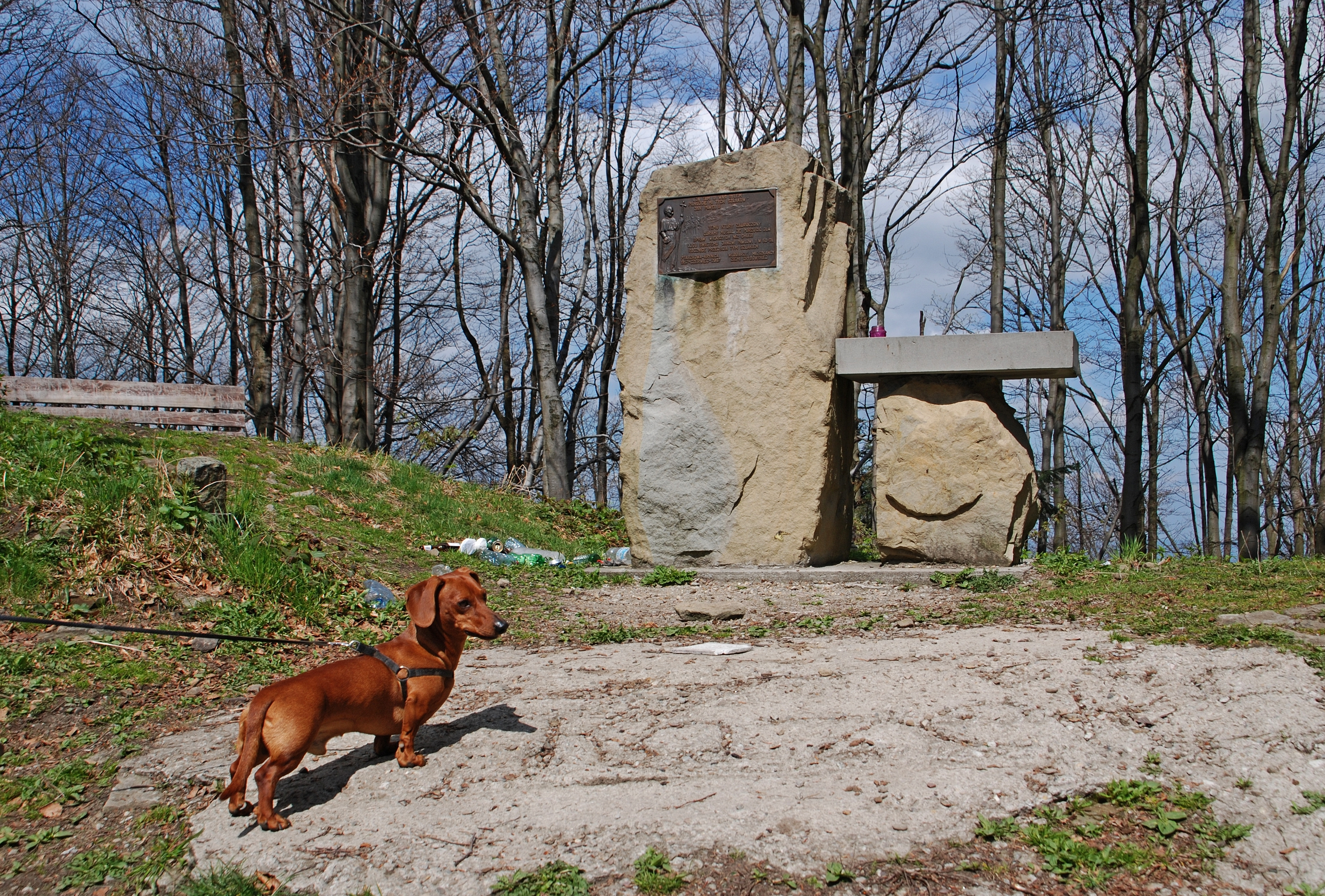
Obok wieży pomnik z tablicą JPII
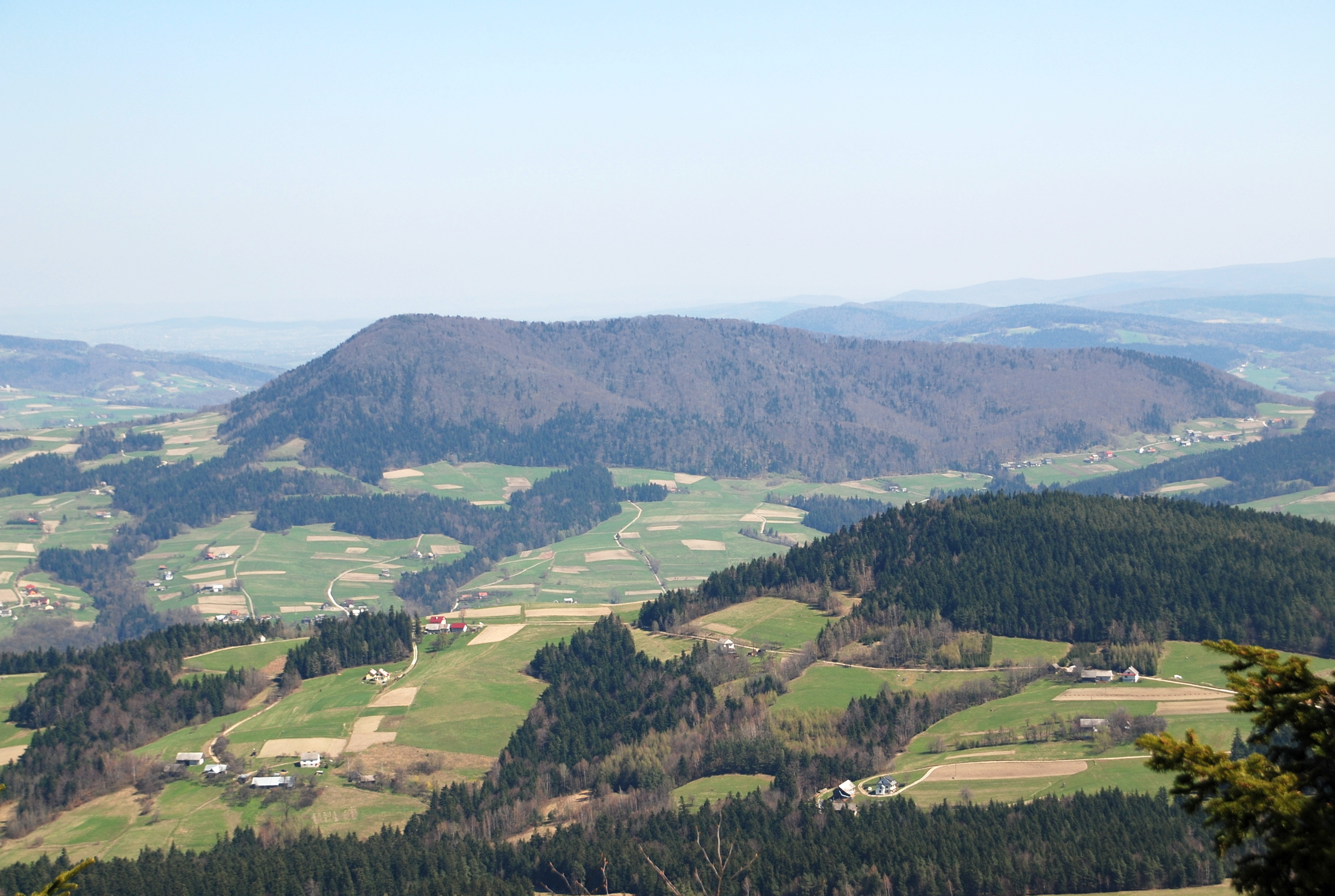
Widok z wieży na Chełm
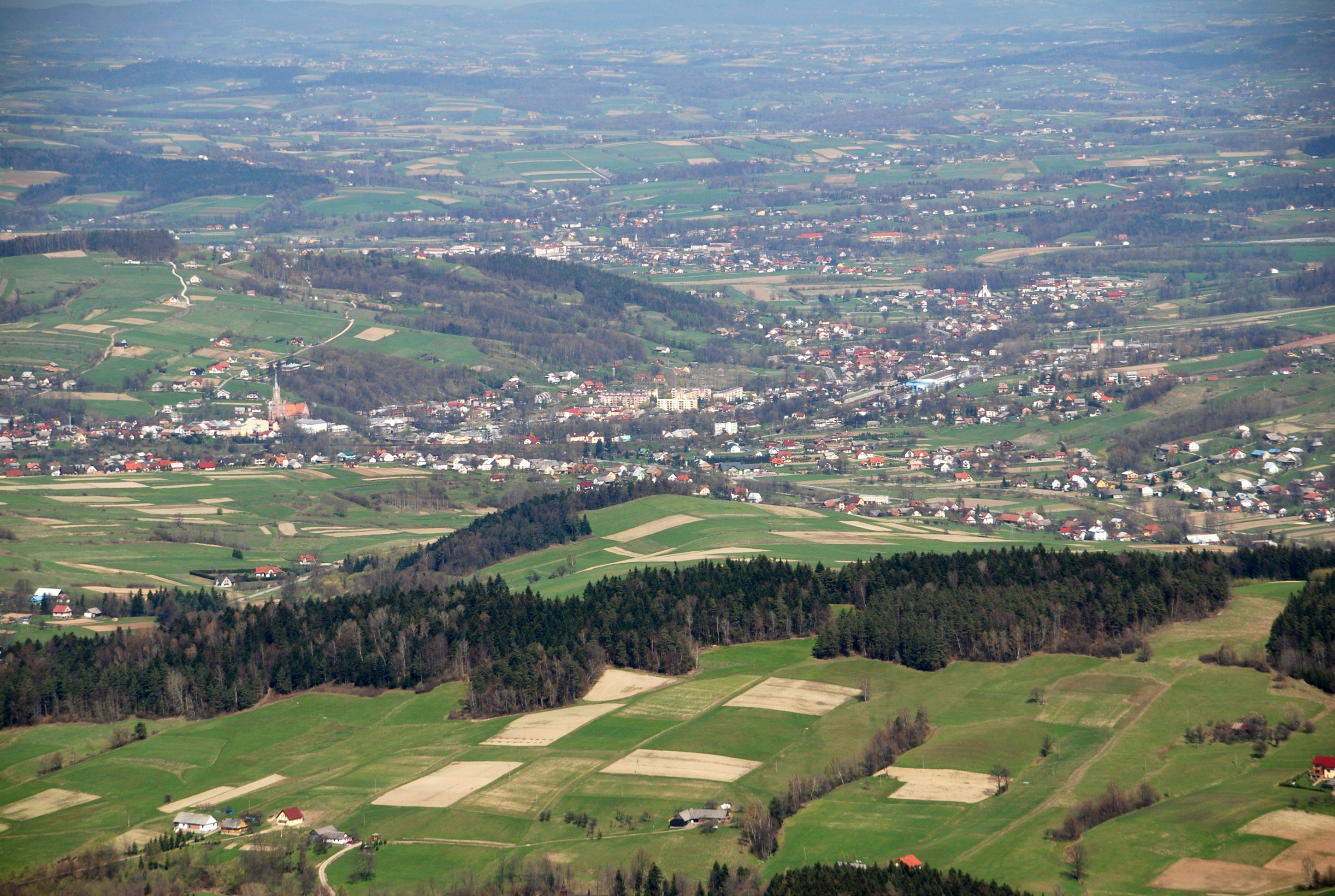
Widok na Grybów